# خوان کارلوس پاردز
خوان کارلوس پاردز (انگلیسی: Juan Carlos Paredes؛ زاده ۸ ژوئیهٔ ۱۹۸۷) یک بازیکن فوتبال اهل اکوادور است.
وی همچنین در تیم ملی فوتبال اکوادور بازی کرده‌است.